# Krystyna Bochenek

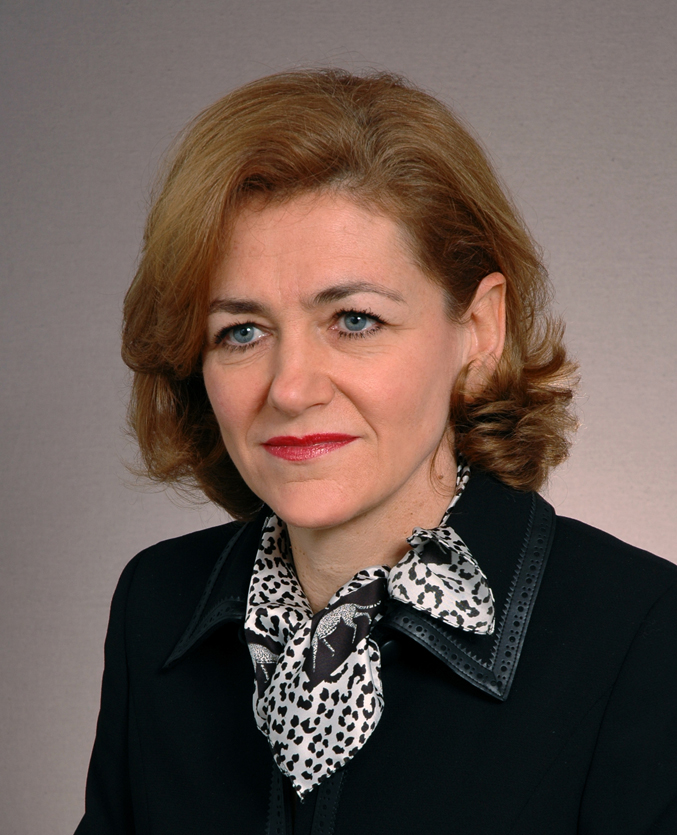
Krystyna Bochenek.

Krystyna Maria Bochenek, geboren Neuman (Katowice, 30 juni 1953 – Smolensk, 10 april 2010) was een Poolse journaliste en politica.
Bochenek was in Polen een bekende mediapersoonlijkheid, die onder bekend was geworden als grondlegster van het Pools Nationaal Dictee en zich veelvuldig inzette voor liefdadige doelen. Als politica was zij lid van de partij Burgerplatform (Pools: Platforma Obywatelska) en vervulde van 2007 tot haar dood in 2010 de functie van vicevoorzitter van de Senaat van de Poolse republiek. Zij kwam op 10 april 2010 om het leven door de vliegtuigramp bij Smolensk, waarbij alle inzittenden, waaronder ook de Poolse president Lech Kaczyński, omkwamen.